# Pont ferroviaire d'Ivrée
Le pont ferroviaire d'Ivrée est un pont ferroviaire situé dans la ville d'Ivrée, au Piémont en Italie, traversant la Doire Baltée.

## Histoire

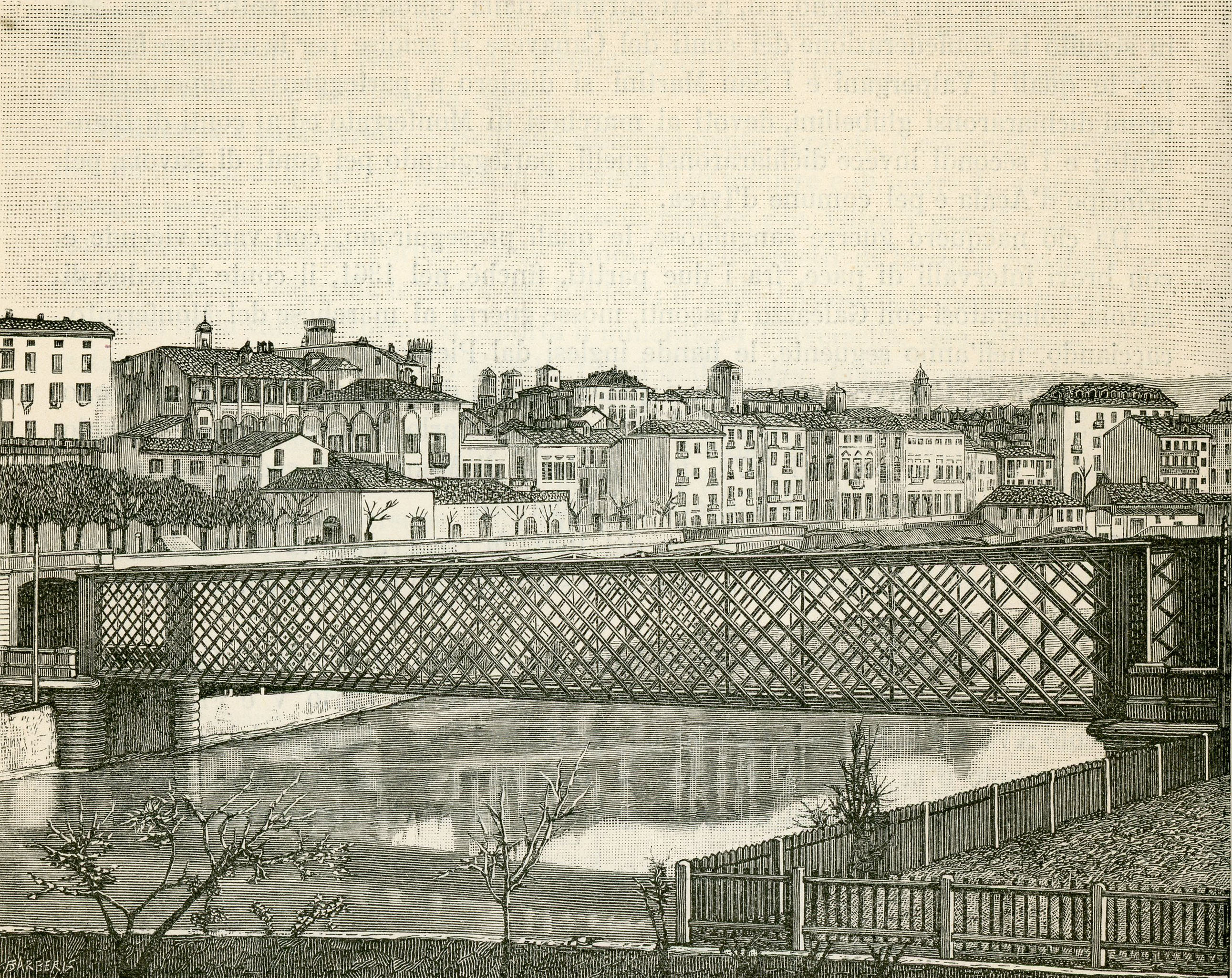
Le pont originaire

Le pont est construit dans le cadre de la réalisation de la ligne ferroviaire Ivrée-Aoste, inaugurée officiellement, avec le pont, le 4 juillet 1886. La structure, initialement un pont en treillis de type double Town, est monté sur place sur la rive droite de la Doire Baltée, puis déplacé dans sa position finale en utilisant comme support une structure provisoire en bois construite au milieu du fleuve.
Dans la nuit du 23 au 24 décembre 1944, le pont est dynamité par les partisans lors de l'occupation nazie-fasciste du nord de l'Italie pour éviter un bombardement allié prévu afin d'interrompre l'approvisionnement en matériel de guerre provenant des aciéries Cogne d'Aoste,. Une plaque apposée sur un réverbère perforé par un fragment du pont lors de l'explosion commémore l'événement.
Un nouveau pont en treillis est construit après la fin du conflit et inauguré le 25 mai 1959.

## Description
Le pont est situé au dernier point utile avant que le lit de la Doire Baltée ne s'élargisse à nouveau après avoir été contraint dans un étroit défilé, à quelques dizaines de mètres en aval du Ponte Nuovo. Il s'agit d'un pont en treillis, initialement d'une longueur de 54 mètres.